# Ambalantota
Ambalantota est une ville côtière du sud du Sri Lanka. Elle est située dans la Province du Sud, dans le district d'Hambantota, entre Matara et Hambantota.
La Walawe (en) se jette dans l'océan près d'Ambalantota.
Ambalantota est connue pour ses ruines du Royaume de Ruhuna (en). À proximité se trouve l'ancien port de Godavaya (en), aujourd'hui un simple village de pêcheurs.

## Histoire
Ambalantota a joué un rôle important dans l'histoire du Sri Lanka comme ville principale du Royaume de Ruhuna (en). Elle portait le nom de Manaulu Pura. Ridiyagama, tout proche, était alors le principal centre commercial de la région.

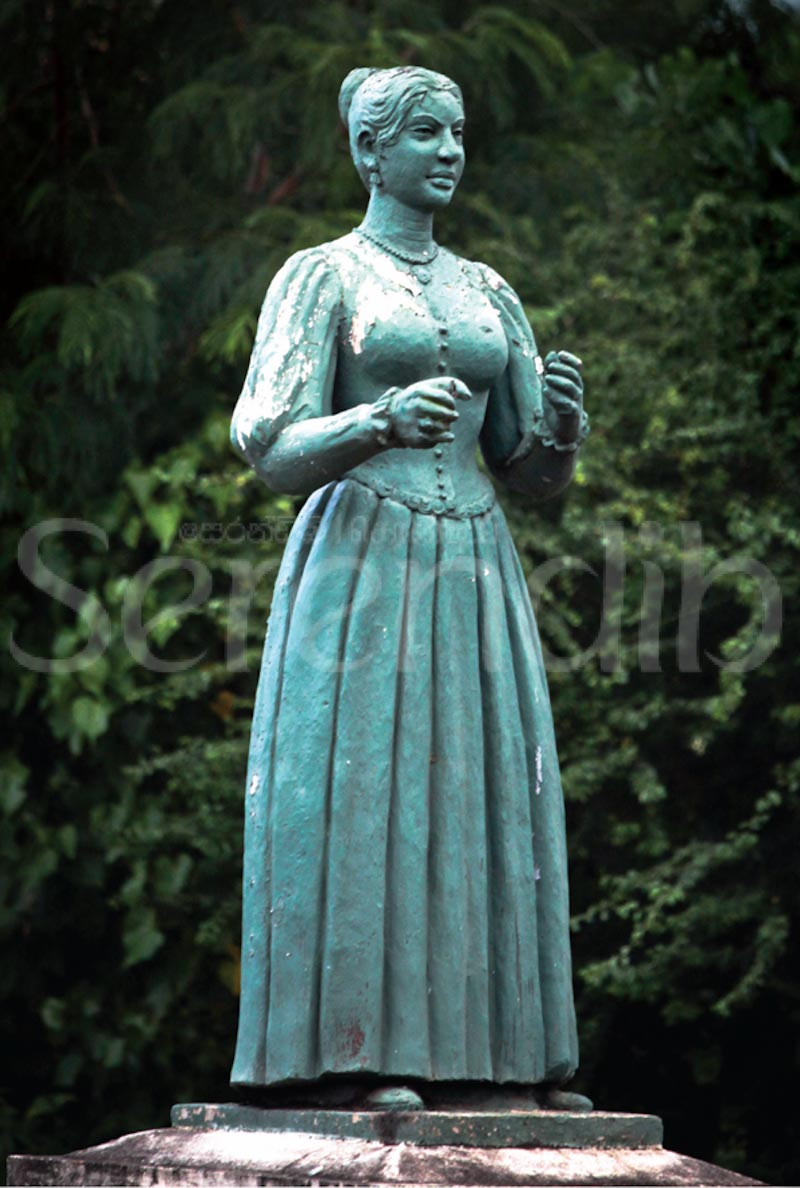
Statue de la poétesse Gajaman Nona à Ambalantota (Nonagama Junction, au croisement des voies rapides A2 et A18).

## Points d'intérêt
(sur place ou à proximité)
- Plage d'Ussangoda - Nonagama
- Plage de Kochchama - Nonagama
- Sanctuaire ornithologique de Kalamatiya - Hungama
- Temple de Madunagala - Koggalla
- Ancien port de Godavaya (en) - Ambalantota
- Embouchure de la Walawe (en) - Ambalantota
- Forêt de mangrove - Ambalantota
- Temple de Karadhulena - Koggalla
- Lac Ridiyagama
- Liyangastota Amuna - Barawakubuka

### Temples
- Ramba Raja Maha Vihara
- Madhunagala Raja Maha Vihara
- Karadhulena Raja Maha Vihara
- Girihandu Raja Maha Vihara
- Wilgamvehera Raja Maha vihara
- Galvila Raja Maha vihara
- Uswella Raja Maha Vihara
- Godavaya Raja Maha vihara
- Therapuththabhaya Raja Maha viharaya
- Rangiri Raja Maha viharaya

## Transports
La ville est desservie par des lignes d'autobus publiques et privées. Le principal aéroport à proximité est l'aéroport international Mattala Rajapaksa (AITA : HRI, OACI : VCRI), ouvert en 2013, qui dessert la ville d'Hambantota.

## Expansion
Ambalantota fait partie de la région du sud actuellement en plein développement. Le nouveau port d'Hambantota (Port Magampura Mahinda Rajapaksa), partiellement ouvert en 2010, se trouve près d'Ambalantota. Il est également question d'y créer un nouveau jardin botanique.
Un parc safari de 2 km2, le parc safari de Ridiyagama (en) a ouvert au printemps 2016.